# Marie de la Conception
Pour les articles homonymes, voir Marie.
Marie de la Conception de Saint-Jacques et Sainte Thérèse de Jésus (en espagnol : María Concepción de San Jaime y Santa Teresa de Jesús) (1905-1999), est une religieuse carmélite espagnole. Son procès en béatification a été ouvert en 2009.
Issue d'une famille noble de l'île de Majorque, elle bénéficie d'une vie mondaine, d'une bonne formation scolaire, de cours de peinture et d'équitation. Jeune femme, elle décide de rentrer au couvent, ce qui contrarie les projets de mariage que son père avait pour elle. Malgré la réticence de son père, à 23 ans, elle rentre au couvent des Carmes déchaux de Palma.
Elle est remarquée par ses compagnes pour sa vertu d'obéissance (à la règle monastique), pour son d'humilité et pour sa discrétion, malgré des talents particuliers comme « une mémoire prodigieuse » des textes et de la bible, ou pour ses qualités de peintre et de portraitiste. Ses compagnes carmélites la décrivent comme « une âme de très grande vie intérieure », une grande dévotion aux saints de l'Ordre du Carmel et l'eucharistie, ainsi qu'une joie continuelle dans les souffrances et les efforts. 
Elle est élue prieure de son couvent plusieurs fois, ainsi que maitresse des novices. À partir de 77 ans, elle commence à souffrir de plusieurs pathologies et être hospitalisée plusieurs fois. Devenue presque aveugle, elle décède le 7 février 1999, âgée de 93 ans.

## Biographie

### Enfance
María de la Concepción de Oleza y Gual de Torrella est la fille aînée de Jaime de Oleza y de España , lieutenant-colonel d'Infanterie, et de María de la Concepción Gual de Torrella Villalonga. Huit autres frères et sœurs sont nés après elle. Elle est née le 15 avril 1905 à Palma dans l'île de Majorque  (Espagne).
Sa famille est une vieille famille de Palma et de haute lignée. Elle compte également des carmes prestigieux comme le général de l'Ordre du Carmel Bernard Olery au XIVe siècle,.
Elle est baptisée le lendemain de sa naissance (le 26 avril) avec pour prénoms : María de la Concepción, Manuela, Josefa y de Todos los Santos (Marie de la Conception, Manuella, Josépha et de tous les saints). Elle reçoit le sacrement de confirmation à l'âge de 2 ans le 12 juin 1907. Elle fait sa première communion à l'âge de 7 ans en 1912. Sa famille, très pieuse, récite le rosaire tous les jours et lui transmet la foi catholique depuis sa petite enfance.
Enfant, elle ne va pas à l'école, mais une institutrice vient à domicile et lui donne des cours avec ses deux autres frères et sœurs les plus proches. Douée pour la peinture, elle reçoit également des cours privés de Vicente Furió (un portraitiste célèbre à cette époque). Enfant, elle est décrite comme une petite fille « très gentille , pieuse et modeste », mais également paresseuse, orgueilleuse et autoritaire,.

### Adolescence
À partir de l'âge de 16 ans, elle commence à fréquenter les fêtes mondaines de la haute société et à rendre à l'opéra. Néanmoins, son père lui interdit de danser. De taille moyenne, elle a le teint « extrêmement  pâle », le visage fin, les cheveux roux et les yeux bleus. Elle aime le sport, pratique le tennis, la natation et surtout l'équitation où elle brille particulièrement, remportant même des prix d'équitation à l'occasion de concours (amicaux). Une amie dira d'elle qu'elle « montait à cheval avec une grande élégance »,.
À 21 ans, elle accompagne sa mère à Rome et elles obtiennent une audience auprès du pape. Avec sa mère, elles visitent les catacombes et les lieux saints de la ville. En 1927, lors du Carême, une mission  d'évangélisation est prêchée dans la ville de Palma par des religieux Jésuites, Franciscains, Missionnaires du Sacré-Cœur et Capucins. À cette occasion, Maria change de comportement, devient ponctuelle et arrive enfin à se lever de bonne heure pour aller aux offices religieux,.

### L'entrée au Carmel

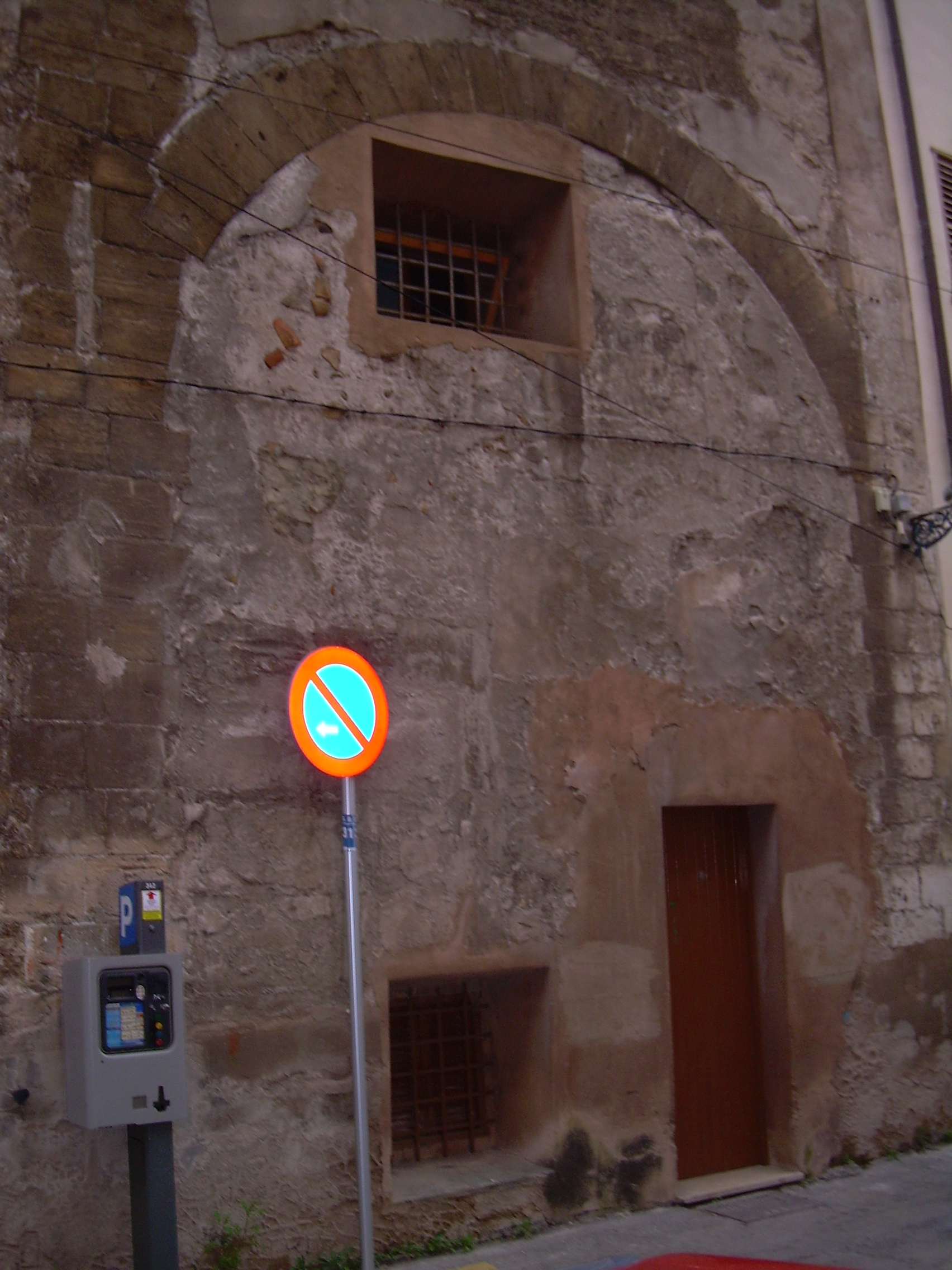
L'antique porte du couvent Santa Teresa.

L'attitude de la jeune femme change rapidement, au point que plusieurs personnes de sa famille le remarquent et pensent qu'elle se fera prochainement religieuse. Quand elle annonce à son père son désir de se faire carmélite celui-ci lui demande d'aller consulter au préalable le père carme Martin de Jésus-Marie. Après cet entretien, le carme annonce au père de Maria que la jeune fille a bien « la vocation de carmélite, et qu'elle serait bientôt prieure »,.
Elle entre donc au carmel de Palma le 24 octobre 1928. Si sa mère et ses sœurs l'accompagnent jusqu'à la porte du couvent, son père ne le fait pas. Il lui laisse cependant une parole : « Si tu ne deviens pas sainte, ce n'était pas la peine de nous quitter ». Le 25 avril 1929 Maria reçoit l'habit du Carmel. Si elle avait choisi comme nom de religieuse Maria Theresa cœur de Jésus, il lui est donné le nom de Marie de la Conception de Saint-Jacques et Sainte Thérèse de Jésus. Durant son noviciat, elle a témoigné avoir reçu une grâce mystique « extraordinaire », sans jamais en donner de détail ni même la nommer,.
Ayant une formation de portraitiste, les religieuses du convent lui demandent de réaliser un portrait de la bienheureuse Thérèse-Marguerite du Sacré-Cœur de Jésus. Elle réalise un tableau de 2 x 1,5 m. Son père s'inquiétant de la « qualité de l’œuvre », missionne son ancien professeur de peinture pour donner son avis. Celui-ci, après avoir vu l’œuvre, rassure le père. Maria prononce ses vœux temporaires le 26 avril 1930 et trois ans plus tard, elle prononce ses vœux définitifs dans l'Ordre des Carmes déchaux. Dans le couvent, elle s'applique à respecter le vœu d'obéissance, allant jusqu'à obéir à des religieuses plus jeunes qu'elle et moins expérimentées,.

### Prieure du couvent

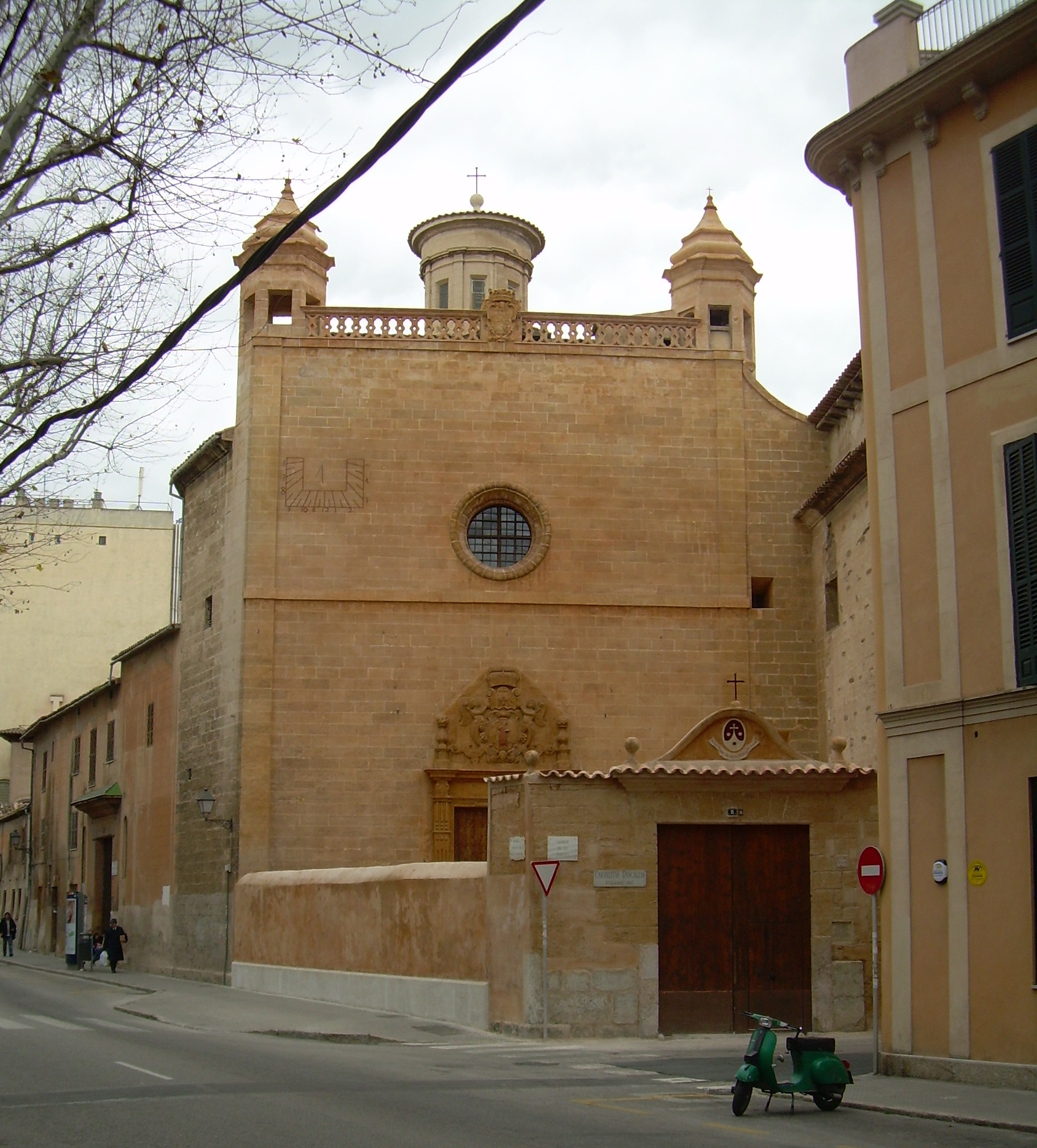
L'église du couvent des carmélites.

Elle est élue prieure pour la première fois en 1946. Elle sera réélue plusieurs fois à cette charge cumulant 21 années de priorat soit le record pour une carmélite dans ce couvent depuis sa fondation en 1617. Lors de sa première élection, et de toutes les autres, à la question « acceptez-vous cette charge ? » (question posée après le dépouillement du vote à bulletin secret), elle répond « si c'est la volonté de Dieu ». Lorsqu'elle est prieure, elle s'appuie et enseigne aux novices la confiance en la Divine Providence. Lorsqu'elle n'est plus prieure, elle se distingue par son obéissance à sa supérieure, et son respect envers la religieuse chargée de cette mission, même si celle-ci a été une novice sous ses ordres. Ainsi, même très âgée et malade, elle continuera à se lever immédiatement lors de l'entrée de la prieure dans la pièce. Durant quinze années, elle occupe également la fonction de maître des novices.
Prieure, elle passe beaucoup de temps avec ses religieuses, à discuter en tête à tête avec elles pour connaître leurs soucis, leurs difficultés, s'intéresser à leur vie. Elle est décrite comme « priant pour tout » et « tâchant de remédier à tout ». Elle répare aussi les objets cassés ou abimés pour aider les carmélites. Lorsque des carmélites sont malades, elle les soigne, prépare les médicaments, fait les massages et les accompagne à l’hôpital. Elle va jusqu'à les accompagner dans la salle d'opération pour « ne pas les laisser seules ».

### Fin de vie et décès
En 1982, alors qu'elle a 77 ans, elle perd connaissance durant un temps de prière dans l'église, devient toute pâle, puis vomit du sang. Revenant à elle, sa prieure doit insister pour qu'elle se rende à l’hôpital (sœur Maria ne s'y soumet que par obéissance à sa supérieure). Après plusieurs transfusions sanguines elle rentre au couvent. Quelque temps plus tard elle éprouve de vives difficultés pour marcher. Le médecin diagnostique dans un premier temps des rhumatismes, mais peu après, elle est hospitalisée à la suite de complications. Les médecins diagnostiquent alors une fracture de la hanche (que la religieuse avait cachée à tout le monde). Elle est opérée et reçoit une prothèse.
L'année suivante elle chute et se casse le pouce ainsi que l'autre hanche et reçoit une nouvelle prothèse de hanche. Malgré ces problèmes de santé, elle a continué à faire le ménage et la cuisine pour ses sœurs.
En 1990, le docteur Manuel de Timoteo Barranco constate un décollement de rétine très avancé sur un œil : la religieuse ne dispose plus que de 40 % de son champ de vision sur cet œil malade. L'autre œil est déjà aveugle. À 93 ans, même si elle est pratiquement sourde et aveugle, elle descend tous les matins à la lingerie pour rapiécer et coudre car elle veut continuer à travailler pour les autres religieuses. Elle continue aussi à se débrouiller toute seule, sans être à charge à personne.
Vers la fin de l'année 1998, elle est atteinte d'une forte grippe. Le 6 février, elle participe aux offices dans le chœur de l'église avec les autres religieuses. Elle décède en odeur de sainteté à 2h du matin, dans la nuit du 7 février 1999,.
Les funérailles ont lieu le lendemain à 18h30, par l’aumônier du couvent accompagné de 18 autres prêtres. L'homme chargé d'ensevelir la moniale se voit demandé par de nombreuses personnes de découper des petits morceaux de son scapulaire, ou de son manteau blanc, ce qui le surprend grandement. Un incident se produit au moment d'entrer le cercueil dans le tombeau : le cercueil trop grand ne rentre pas dans l'emplacement. Le corps est déposé dans un autre cercueil, beaucoup plus pauvre. Les témoins ont également rapporté, que durant cet incident, le visage de la morte a changé : d'une « expression sérieuse de morte », il s'est changé en « un ravissant et inoubliable sourire ».

## Béatification
Dès sa mort elle est considérée comme une sainte. 
Son procès en béatification a été ouvert en décembre 2009. Fin 2016, le procès diocésain d'information n'est pas encore clôturé.
Elle est donc considérée comme Servante de Dieu. Elle est fêtée le 7 février.

## Spiritualité
Dès son entrée au Carmel, sœur Marie de la Conception développe et met en pratique une vertu d'obéissance en suivant les consignes et les recommandations des autres religieuses, même si elle trouve que ces ordres ne sont pas adaptés ou judicieux. Ses compagnes religieuses la décrivent également comme faisant preuve d'humilité et de discrétion. Marie de la Conception rédige une consécration personnelle au Sacré-Cœur de Jésus, consécration qu'elle prononce le 8 septembre 1939, puis qu'elle « renouvellera chaque jour », jusqu'à sa mort,.
Ses compagnes religieuses ont témoigné que la religieuse était « exemplaire en tout » et qu'elle observait la règle du carmel et toutes ses prescriptions avec une attention incomparable. Alors qu'elle mettait beaucoup d'attention à la ponctualité de son travail, et à sa qualité, ses compagnes ont déclaré « qu'elle ne rouspétait jamais contre les sœurs un peu tardives et nonchalantes ». Les carmélites ont également témoigné de sa « mémoire prodigieuse » et qu'elle était « une sorte de bibliothèque ambulante ». Ainsi les religieuses n'hésitaient pas à l'interroger sur les chroniques de l'Ordre, la vie des saints fondateurs du Carmel, les coutumes de la communauté, le droit canonique, le droit de la carmélite, le Catéchisme de l’Église catholique, la vie des saints,.
Mère Marie de la Conception pratique souvent la mortification en s'imposant joyeusement des choses qu'elle n'aime pas, fuyant le confort. Elle répétait souvent à ses sœurs : « aimer c'est se donner, se sacrifier, s'oublier pour celui qu'on aime ». Elle cite également une phrase de saint Jean de la Croix : « Quand l'âme est vraiment déterminée  à vouloir trouver et porter le travail en toutes choses pour Dieu, elle y trouvera une grande douceur et suavité si elle n'y met aucune volonté propre »,.
Elle a une grande dévotion pour les saints de l'Ordre, pour cela elle peint différents tableaux de saints et bienheureux du Carmel (Marie de Jésus, Élie, Thérèse d'Avila, Élisabeth de la Trinité), en particulier lors de leurs béatification. Quand elle n'a plus pu remplir cette fonction de peintre, elle l'a confiée à une autre religieuse. Mère Marie de la Conception a surtout une très grande dévotion pour le Sacré-Cœur de Jésus dont elle aurait aimé porter le nom au Carmel (mais sa supérieure a choisi pour elle un autre nom).
Les carmélites qui ont été novices sous sa direction (alors que mère Marie de la Conception était maitresse des novices), ont rapporté qu'elle « donnait son enseignement avant tout par son exemple ». Les religieuses ajoutent : « elle ne s'imposait pas, mais agissait avec douceur et fermeté ». Ces religieuses qui ont suivi sa formation la décrivent comme « une âme de très grande vie intérieure, d'une grande foi et d'un amour très fort pour la Sainte Eucharistie ». Ses sœurs religieuses disent qu'elle se rendait souvent devant le tabernacle (pour adorer). Elle était la première arrivée au travail et attentive à respecter (elle-même) la règle carmélitaine. Elle disait aux novices « Si vous voyez que l'Ordre se relâche, essayez d'être la pierre qui relèvera l'édifice ».